# Великолуцька сільська рада (Білорусь)
Великолуцька сільська́ ра́да (біл. Велікалуцкі сельсавет) — адміністративно-територіальна одиниця у складі Барановицького району Берестейської області Білорусі. Адміністративний центр сільської ради — село Русино.

## Склад ради
Населені пункти, що підпорядковуються сільській раді:
| Населений пункт | Тип    | Населення, осіб (2009) |
| --------------- | ------ | ---------------------- |
| Великі Луки     | село   | 423                    |
| Грабовець       | село   | 21                     |
| Кабушкина       | селище | 126                    |
| Копани          | село   | 51                     |
| Крижики         | село   | 5                      |
| Малі Луки       | село   | 81                     |
| Нові Луки       | село   | 40                     |
| Русино          | село   | 1560                   |
| Яново           | село   | 55                     |

## Населення
За переписом населення Білорусі 2009 року чисельність населення сільської ради становило 2362 особи.

### Національність
Розподіл населення за рідною національністю за даними перепису 2009 року:
| Національність               | Осіб | Відсоток |
| ---------------------------- | ---- | -------- |
| білоруси                     | 2032 | 86,03 %  |
| росіяни                      | 139  | 5,88 %   |
| поляки                       | 78   | 3,30 %   |
| цигани                       | 68   | 2,88 %   |
| українці                     | 22   | 0,93 %   |
| молдовани                    | 5    | 0,21 %   |
| вірмени                      | 3    | 0,13 %   |
| німці                        | 3    | 0,13 %   |
| інша національність          | 3    | 0,13 %   |
| литовці                      | 2    | 0,08 %   |
| дві та більше національності | 2    | 0,08 %   |
| татари                       | 1    | 0,04 %   |
| туркмени                     | 1    | 0,04 %   |
| грузини                      | 1    | 0,04 %   |
| чуваші                       | 1    | 0,04 %   |
| національність не вказана    | 1    | 0,04 %   |
| Разом                        | 2362 | 100 %    |